# Mahébourg
Mahébourg est une ville côtiere du Sud-Est de l'île Maurice. Protégée par une baie, c'est la principale localité du district de Grand Port. Elle comptait 15 753 habitants en 2000.

## Géographie
Principale ville de la côte sud-est du pays, Mahébourg est au centre de la région la plus typique de Maurice, qui contraste avec la grande zone touristique du nord. Située au bord d'un lagon, c'est aussi la ville la plus proche de l'aéroport international Sir-Seewoosagur-Ramgoolam, unique aéroport de l'île.
Au sud de Mahébourg, de la Pointe d'Esny à Blue Bay, s'étend sur plusieurs kilomètres une longue plage bordée de belles demeures en bord d'eau, qui interdisent un accès libre à la mer (deux accès existent néanmoins et uniquement connus de la population locale) et ont détruit depuis longtemps la végétation des arrières-plages. « Le développement anarchique de petits appartements privés, de murs d’enceintes et d’épis sur les plages a favorisé la déstabilisation de ce littoral » . L’érosion des plages liée à la montée des eaux et aux activités humaines, comme partout à Maurice, est en train de mettre en péril le littoral de l'île. 
Plus au sud, s’étend le grand parc marin de Blue Bay, déclaré site RAMSAR d'importance mondiale.

## Histoire

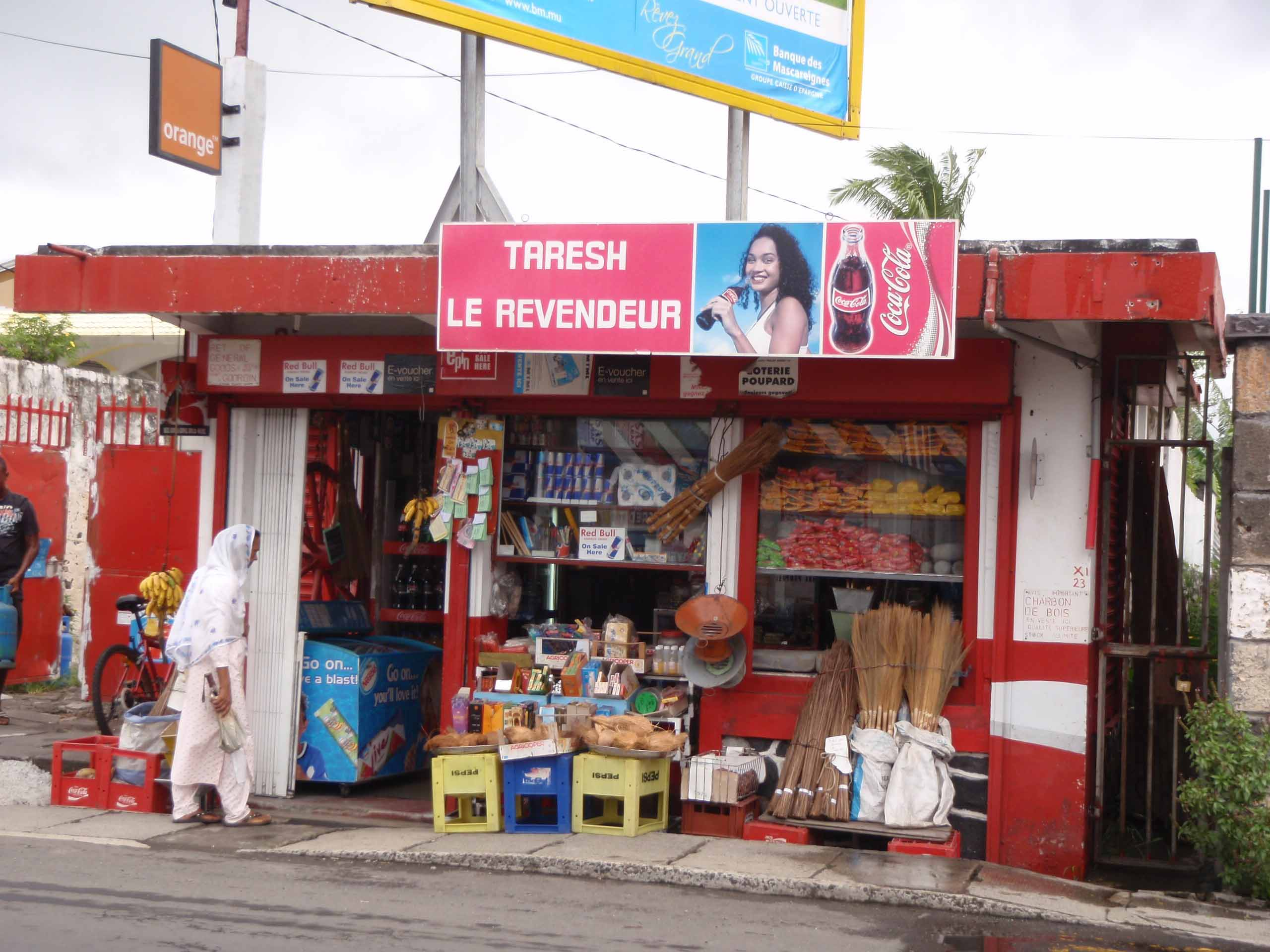
Mahébourg, boutique sur la Route Royale

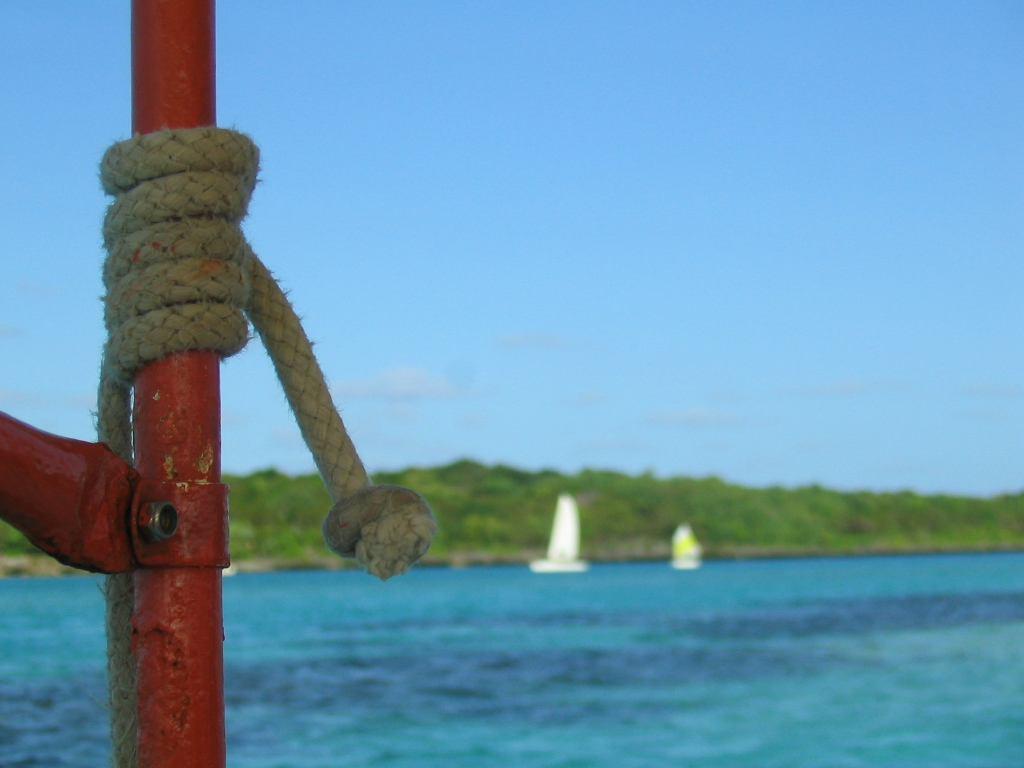
Parc marin de Blue Bay

La ville porte le nom de Bertrand-François Mahé de La Bourdonnais, l'un des plus renommés gouverneurs du Premier espace colonial français. Elle fut fondée par les Hollandais durant leur brève occupation de l'île. Elle présentait l'avantage d'être proche de leur port de débarquement et d'être richement dotée en eau potable par les rivières voisines. Elle offrait par ailleurs une vue panoramique sur la baie.
Mahébourg vit le jour après qu’un violent ouragan eut ravagé l’ancien chef-lieu de la colonie, à l’emplacement occupé par les Hollandais. Le nouveau chef-lieu fut transféré à la Pointe de la Colonie, l’endroit fut baptisé Port Sud-Est. La Bourdonnais supervisa les travaux. Le nom de Bourg-Mahé est mentionné pour la première fois sur le plan du colonel de Richemont en 1804. Du 1er février 1804 au 1er octobre 1806, la nouvelle ville fut officiellement dénommée Mahébourg. Sous l’Empire, le général Decaen y fit bâtir des casernes, des fortifications et de vastes magasins d'entrepôt. Il renomma la ville Port-Impérial.
À la prise de l'île par les Anglais, ces derniers redonneront à Port-Impérial son ancien nom de Mahébourg, dénomination retenue à ce jour.

## Culture

### Monuments et lieux touristiques

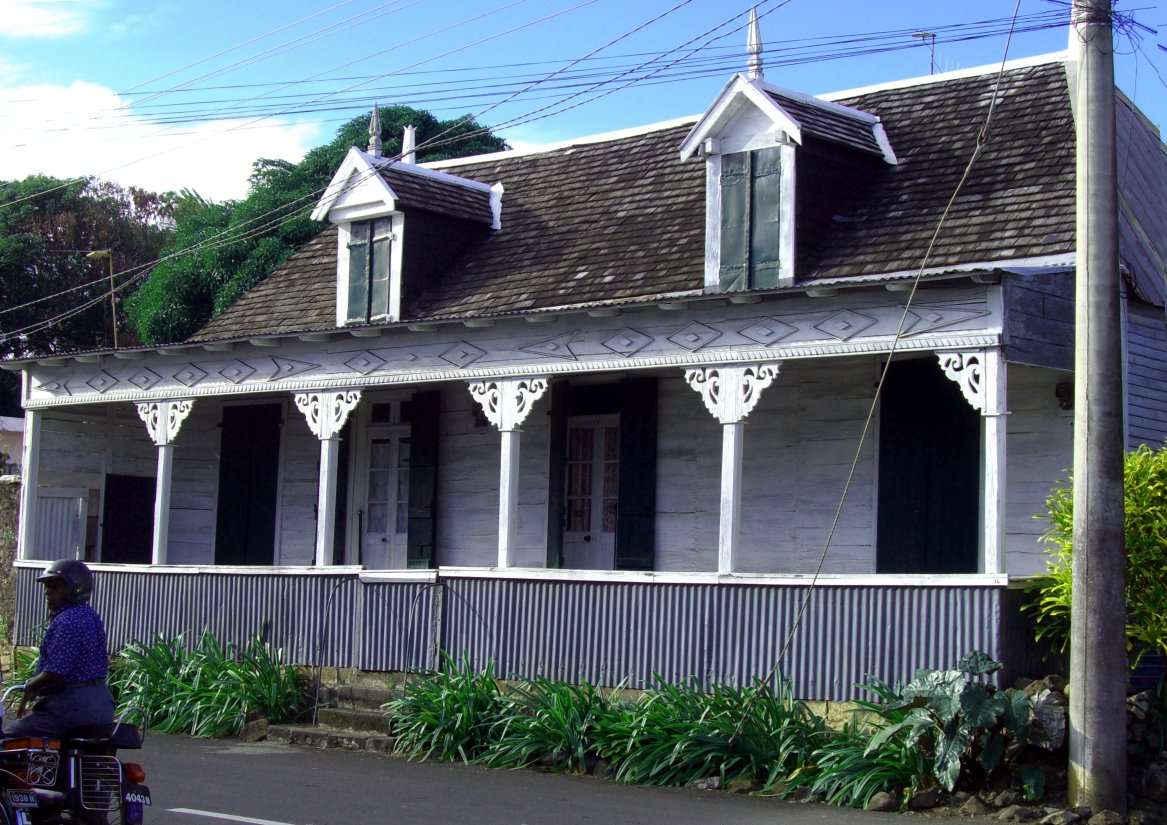
Maison coloniale dans le centre-ville

Les rues tracées en ligne droite dans la partie la plus ancienne de Mahébourg témoignent toujours aujourd'hui de son passé colonial. L'activité de la ville déclina à partir du moment où la France choisit Port-Louis pour port principal de l'île. Il en demeure le musée naval de l'île Maurice consacré à l'histoire maritime de la région, et particulièrement aux batailles navales de la Marine nationale et de la Royal Navy, qui se trouve dans une vaste demeure coloniale au fond d'un parc. Un autre établissement est consacré à la première colonisation par les Hollandais.
La ville reste par ailleurs un centre commercial dynamique à l'échelle de la région. Un nouveau front de mer a été aménagé le long du lagon malheureusement assez pollué. Un casino contribue à l'industrie touristique de la commune soutenue par le nombre croissant de petites auberges destinées à accueillir les visiteurs.

## Personnalités liées à la commune
- L'écrivaine Nathacha Appanah est née en 1973 à Mahébourg

- Le chanteur Zulu , de son vrai nom Michel Bavajee y est né également en 1964